# Каррани
Каррани (пушту د کرلاڼيو واکمني‎, бенг. কররানী) — исламская династия, правившая в Бенгальском султанате с 1564 по 1576 год. Она была основана в 1564 году Тадж-ханом Каррани, этническим пуштуном из племени Карлани. Это была последняя династия, правившая Бенгальским султанатом до завоевания Великими Моголами.

## Основание
Тадж-хан Каррани в прошлом был подчиненным султана Шер-шаха Сури. С 1562 по 1564 год Тадж-хан захватил Юго-Восточный Бихар и Западную Бенгалию, а после убийства последнего правителя Мухаммеда Шахи он захватил всю Бенгалию. Столица находилась в Сонаргаоне. В 1566 году после смерти Тадж-хана ему наследовал его младший брат, Сулейман-хан Каррани (1566—1572). Он перенес столицу султаната из Гаура в Танду. В 1568 году Сулейман-хан окончательно присоединил Ориссу к Бенгальский султанат|Бенгальскому султанату. Номинально он признавал верховную власть могольского императора Акбара Великого, а его первый министр Лоди-хан умиротворял моголов подарками и пиршествами. Власть Сулеймана-хана простиралась от Куч-Бихара до Пури и от реки Сон о реки Брахмапутра.
В октябре 1572 года после смерти Сулеймана-хана Каррани ему наследовал его сын, Баязид-хан, который правил только несколько месяцев. Он был предан и убит своим двоюродным братом Хансу. Последний был свергнут с престола сторонниками Сулейман-хана. В том же 1572 году последним султаном Бенгалии был провозглашен Дауд-хан Каррани (1572—1576), младший брат Баязида.

## Нашествие моголов
25 сентября 1574 года могольский военачальник Муним-хан захватил Танду, столицу династии Каррани. Сражение при Тукарои, состоявшееся 3 марта 1575 года, вынудило Дауд-хана Каррани, последнего султана из династии Каррани, отступить в Ориссу. Битва привела к заключению договора в Катаке, по которому Дауд-хан вынужден был уступить Великим Моголам всю Бенгалию и Бихар, оставив себе только Ориссу. Договор в конечном итоге провалился после смерти Муним-хана, который умер в возрасте 80 лет в октябре 1575 года. Дауд-хан Каррани воспользовался этой возможностью и вторгся в Бенгалию, провозгласив независимость от могольского императора Акбара. Могольское наступление на династию Каррани закончилось тем, что в битве при Раджмахале 12 июля 1576 года, могольская армия под командованием генералов Хана-Джахана, Музаффара-хана Тубати и раджи Тодара Мала разгромила бенгальское войско. Дауд-хан Каррани был взят в плен и казнен, а его отправлена в Агру в качестве подарка Акбару. Однако пуштуны и местные землевладельцы, известные как баро-бхуяны, возглавляемые Иса-ханом, продолжали сопротивляться могольскому вторжению. Позднее, в 1612 году, во время правления могольского императора Джахангира, Бенгалия была окончательно интегрирована в качестве провинции Империи Великих Моголов.

## Список правителей
- Тадж-хан Каррани (? — 1566), султан Бенгалии (1564—1566)
- Сулейман-хан Каррани (? — 1572), султан Бенгалии (1566—1572), брат предыдущего
- Баязид-хан Каррани (? — 1572), султан Бенгалии (1572), сын предыдущего
- Дауд-хан Каррани (? — 1576), султан Бенгалии (1572—1576), младший брат предыдущего.